# Логическое управление
Логическое управление — вид управления, который основывается на истинности и ложности каких-либо предпосылок (двоичных сигналов условий от объекта управления). Результатом управления является выдача двоичных управляющих воздействий (микроопераций) для объекта управления. Подобная постановка задачи более типична для алгоритмического программирования, нежели чем для автоматического управления, что определяет вынесение логического управления в отдельный класс. Примером применения систем логического управления является автоматизация любого сборочного производственного цеха. В случае применения роботизированных механизмов на первый план выходят алгоритмы функционирования их элементарных узлов, т.е. логическая составляющая.

## Связь с теорией автоматического управления
В теории автоматического управления постановка и решение задач управления опираются на более или менее традиционные математические модели, как правило, в форме тех или иных уравнений динамики управляемого процесса (дифференциальных, конечно-разностных и других), оперирующие плавно изменяющимися величинами сигналов управляющих воздействий. Логическое же управление по определению оперирует в основном дискретными величинами сигналов. Однако и в теории автоматического управления есть разделы (например, бифуркационный анализ), изучающие поведение кусочно-гладких систем дифференциальных уравнений, в которых «кусочность» задается с помощью пороговой функции или набора функций, которые фактически является элементом теории логического управления, что свидетельствует о конвергенции различных направлений наук.

## Известные ученые
- Михаил Александрович Гаврилов
- Виктор Ильич Варшавский
- Ивери Варламович Прангишвили
- Аркадий Дмитриевич Закревский
- Самарий Иосифович Баранов
- Владимир Георгиевич Лазарев
- Анатолий Абрамович Шалыто
- Вячеслав Афанасьевич Горбатов